# هاسموور
هاسموور (به آلمانی: Haßmoor) یک شهر در آلمان است که در رندسبورگ-اکرنفورده واقع شده‌است.
 هاسموور  ۲۹۲ نفر جمعیت دارد.